# 西巴布亞民族解放軍
西巴布亞民族解放軍（West Papua National Liberation Army ，TPNPB）是印尼西巴布亞省的一個武裝組織,它是自由巴布亞運動的一個武裝組織。它已被印尼政治、法律及安全事務協調部列為恐怖組織。

## 軍事戰略
西巴布亞民族解放軍採用游擊戰術瞄準和摧毀工業建築, 向印尼政府表示拒絕印尼主導的發展。
在攻擊行動中, 他們大多使用砍刀、弓箭、斧頭以及數把左輪手槍和步槍。

## 自由巴布亞運動會議
自由巴布亞運動於2012年12月召開會議, 決定歌利亞·塔布尼擔任西巴布亞民族解放軍的負責人, 而Gabriel Melkizedek Awom擔任中將, 泰里亞努斯·薩托擔任參謀長。

## 事件
- 恩杜加大屠杀[1]

- Nogolait shooting[2]

- 印尼民航機降落著火 外籍機師被叛軍綁架[3]